# Vacancy (EP)
 (mars 2018).
Vacancy est un EP du musicien Joseph Arthur, sorti en 1999.

## Liste des titres
1. Hang Around Here
2. Bed Of Nails
3. Prison
4. Making Mistakes
5. Vacancy
6. Crying On Sunday
7. Toxic Angel